# AEW女子世界王座
AEW女子世界王座（AEW Women's World Championship）は、AEWが管理・認定する王座。

## 歴史
2019年6月18日、AEWの代表取締役社長兼最高経営責任者であるトニー・カーンが、AEW世界タッグチーム王座とAEW女子世界王座の創設を発表。8月31日、「All Out」でベルトを披露した。初代王座決定戦には、「All Out」前座のカジノバトルロイヤルを制したナイラ・ローズと、志田光を下した里歩が進出した。
10月2日、ワシントンのキャピタル・ワン・アリーナでのウィークリー番組「ダイナマイト」で初代王座決定戦が行われ、里歩が初代王者に戴冠した。

## 歴代王者
| 歴代   | チャンピオン                      | 戴冠回数 | 保持日数 | 日付           | 場所                                                                                   |
| ------ | --------------------------------- | -------- | -------- | -------------- | -------------------------------------------------------------------------------------- |
| 初代   | 里歩                              | 1        | 133日    | 2019年10月2日  | ワシントンD.C.、キャピタル・ワン・アリーナ                                             |
| 第2代  | ナイラ・ローズ                    | 1        | 101日    | 2020年2月12日  | テキサス州シーダーパーク、H-E-Bセンター                                                |
| 第3代  | 志田光                            | 1        | 372日    | 2020年5月23日  | フロリダ州ジャクソンビル、デイリーズ・プレイス                                         |
| 第4代  | ドクター・ブリット・ベイカー・DMD | 1        | 290日    | 2021年5月30日  | フロリダ州ジャクソンビル、デイリーズ・プレイス                                         |
| 第5代  | サンダー・ロサ                    | 1        | 172日    | 2022年3月16日  | テキサス州サンアントニオ、フリーマン・コロシアム                                       |
| 第6代  | トニー・ストーム                  | 1        | 76日     | 2022年9月4日   | イリノイ州ホフマンエステーツ、ナウ・アリーナ                                           |
| 第7代  | ジェイミー・ヘイター              | 1        | 191日    | 2022年11月19日 | ニュージャージー州ニューアーク、プルデンシャル・センター                               |
| 第8代  | トニー・ストーム                  | 2        | 66日     | 2023年5月28日  | ネバダ州ラスベガス、T-モバイル・アリーナ                                               |
| 第9代  | 志田光                            | 2        | 25日     | 2023年8月2日   | フロリダ州タンパ、イングリング・センター                                               |
| 第10代 | サラヤ                            | 1        | 579日    | 2023年8月27日  | イギリス・ロンドン、ウェンブリー・スタジアム                                           |
| 第11代 | 志田光                            | 3        | 39日     | 2023年10月10日 | ミズーリ州インディペンデンス、ケーブルダーマー・アリーナ                               |
| 第12代 | トニー・ストーム                  | 3        | 281日    | 2023年11月18日 | カリフォルニア州イングルウッド、ザ・フォーラム                                         |
| 第13代 | マライア・メイ                    | 1        | 174日    | 2024年8月25日  | イギリス・ロンドン、ウェンブリー・スタジアム                                           |
| 第14代 | トニー・ストーム                  | 4        | 41日     | 2025年2月15日  | オーストラリア・クイーンズランド州ブリスベン、ブリスベン・エンターテインメントセンター |